# Tacarigua (Guevara)
Pour les articles homonymes, voir Tacarigua.
Tacarigua est la capitale de la paroisse civile de Guevara de la municipalité de Gómez dans l'État de Nueva Esparta au Venezuela.